# Laten corazones
Laten corazones fue un programa de telerrealidad musical en donde los participantes son padres e hijos. Se transmite por Telefe. Es la versión argentina de Stand Up for your Country formato creado por La Competencia y opcionado por Telecinco en España.

## Temática
Ni

## Participantes

### Familias
| Participante             | Edad | Relación | Estado                            |
| ------------------------ | ---- | -------- | --------------------------------- |
| Samanta Fruto            | 19   |          | Ganadores de Laten Corazones      |
| Jonathan Fruto           | 24   |          | Ganadores de Laten Corazones      |
| Marcelo Fruto            | 53   |          | Ganadores de Laten Corazones      |
| Giorgio Lorito           | 48   |          | Subcampeones de Laten Corazones   |
| Francesca Lorito         | 8    |          | Subcampeones de Laten Corazones   |
| Tiano Favini             | 15   |          | Finalistas de Laten Corazones     |
| Franco Favini            | 44   |          | Finalistas de Laten Corazones     |
| Liz Fleitas              | 19   |          | Finalistas de Laten Corazones     |
| Karen Fleitas            | 38   |          | Finalistas de Laten Corazones     |
| Morena Puchetta          | 12   |          | Finalistas de Laten Corazones     |
| Samantha Puchetta        | -    |          | Finalistas de Laten Corazones     |
| Milagros Melsa Becker    | 15   |          | 20º Eliminadas de Laten Corazones |
| Evelyn Melsa Becker      | 37   |          | 20º Eliminadas de Laten Corazones |
| Ornella Chanteiro        | 7    |          | 19º Eliminadas de Laten Corazones |
| Silvina Chanteiro        | -    |          | 19º Eliminadas de Laten Corazones |
| Maxi Roldan              | -    |          | 18º Eliminados de Laten Corazones |
| Valentín Roldan          | 12   |          | 18º Eliminados de Laten Corazones |
| Jonathan Carreira        | 17   |          | 17º Eliminados de Laten Corazones |
| René Carreira            | 50   |          | 17º Eliminados de Laten Corazones |
| Catalina González Mazza  | 53   |          | 16º Eliminadas de Laten Corazones |
| Lucia González Mazza     | 16   |          | 16º Eliminadas de Laten Corazones |
| Justina González Mazza   | 14   |          | 16º Eliminadas de Laten Corazones |
| Magdalena González Mazza | 11   |          | 16º Eliminadas de Laten Corazones |
| Lara Titaro              | 11   |          | 15º Eliminadas de Laten Corazones |
| Mariela Titaro           | 36   |          | 15º Eliminadas de Laten Corazones |
| Brenda Aliendro          | 18   |          | 14º Eliminados de Laten Corazones |
| Hugo Aliendro            | -    |          | 14º Eliminados de Laten Corazones |
| Ian de Mendonca          | 16   |          | 13º Eliminados de Laten Corazones |
| Gustavo de Mendonca      | 40   |          | 13º Eliminados de Laten Corazones |
| Morena Canjí Mazú        | 10   |          | 12º Eliminadas de Laten Corazones |
| Mariana Canjí Mazú       | -    |          | 12º Eliminadas de Laten Corazones |
| Iván Consigli            | 12   |          | 11º Eliminados de Laten Corazones |
| Facundo Consigli         | -    |          | 11º Eliminados de Laten Corazones |
| Sofía Petrucci           | -    |          | 10º Eliminados de Laten Corazones |
| German Petrucci          | -    |          | 10º Eliminados de Laten Corazones |
| Alexis Venegas           | -    |          | 9º Eliminados de Laten Corazones  |
| Luis Venegas             | -    |          | 9º Eliminados de Laten Corazones  |
| Tiffany Arzouyan         | 12   |          | 8º Eliminadas de Laten Corazones  |
| Elizabeth Arzouyan       | 40   |          | 8º Eliminadas de Laten Corazones  |
| Alondra Cabrera          | 69   |          | 7º Eliminados de Laten Corazones  |
| Adrian Cabrera           | -    |          | 7º Eliminados de Laten Corazones  |
| Rocio Gómez              | 12   |          | 6º Eliminadas de Laten Corazones  |
| Andrea Gómez             | 38   |          | 6º Eliminadas de Laten Corazones  |
| Federico Pagnotta Lemes  | 12   |          | 5º Eliminados de Laten Corazones  |
| Analía Pagnotta Lemes    | -    |          | 5º Eliminados de Laten Corazones  |
| Salomé Bustamante        | -    |          | 4º Eliminadas de Laten Corazones  |
| Ximena Bustamante        | -    |          | 4º Eliminadas de Laten Corazones  |
| Mauricio Pastor          | 18   |          | 3º Eliminados de Laten Corazones  |
| Flor Pastor              | 50   |          | 3º Eliminados de Laten Corazones  |
| Martina Pandullo         | 8    |          | 2º Eliminadas de Laten Corazones  |
| Andrea Pandullo          | 39   |          | 2º Eliminadas de Laten Corazones  |
| Carolina Gestoso         | 18   |          | 1º Eliminados de Laten Corazones  |
| Hernán Gestoso           | 50   |          | 1º Eliminados de Laten Corazones  |
| Joaquín Varela Sosa      | 12   |          | Abandonan Por motivos personales  |
| Luciana Varela Sosa      | 39   |          | Abandonan Por motivos personales  |
| Belen Soria              | 13   |          | Abandonan Por motivos personales  |
| Marcelo Soria            | 50   |          | Abandonan Por motivos personales  |

### Estadísticas
| Fruto       | 25 | 30                  | 27                  | 28                  | 25                  | 23                  | 28                  | 30                  | 20                  | 19                  | 20                  | 30                  | 26                  | 30                  | 28                  | 20                  | 30                  | 19                  |                     |                     |                     |                     |                     |                     |                     |                     |                     |                     |                     |                     |                     |                     |                     |                     |                     |                     |                     |                     |                     |                     |                     |                     |                     |                     |                     |                     |                     |                     |                     |                     |                     |                     |                     |                     |                     |                     |                     |                     |                     |                     |                     |
| Lorito      | 15 | 23                  | 27                  | 26                  | 25                  | 26                  | 28                  | 22                  | 15                  |                     |                     |                     |                     |                     |                     |                     |                     |                     |                     |                     |                     |                     |                     |                     |                     |                     |                     |                     |                     |                     |                     |                     |                     |                     |                     |                     |                     |                     |                     |                     |                     |                     |                     |                     |                     |                     |                     |                     |                     |                     |                     |                     |                     |                     |                     |                     |                     |                     |                     |                     |                     |
| Favini      | 15 | 26                  | 10                  | 21                  | 23                  | 29                  | 28                  | 27                  | 24                  |                     |                     |                     |                     |                     |                     |                     |                     |                     |                     |                     |                     |                     |                     |                     |                     |                     |                     |                     |                     |                     |                     |                     |                     |                     |                     |                     |                     |                     |                     |                     |                     |                     |                     |                     |                     |                     |                     |                     |                     |                     |                     |                     |                     |                     |                     |                     |                     |                     |                     |                     |                     |
| Fleitas     | 18 | 21                  | 28                  | 19                  | 13                  | 21                  | 13                  | 30                  | 29                  |                     |                     |                     |                     |                     |                     |                     |                     |                     |                     |                     |                     |                     |                     |                     |                     |                     |                     |                     |                     |                     |                     |                     |                     |                     |                     |                     |                     |                     |                     |                     |                     |                     |                     |                     |                     |                     |                     |                     |                     |                     |                     |                     |                     |                     |                     |                     |                     |                     |                     |                     |                     |
| Puchetta    | 30 | 19                  | 19                  | 28                  | 20                  | 20                  | 13                  | 30                  | 13                  |                     |                     |                     |                     |                     |                     |                     |                     |                     |                     |                     |                     |                     |                     |                     |                     |                     |                     |                     |                     |                     |                     |                     |                     |                     |                     |                     |                     |                     |                     |                     |                     |                     |                     |                     |                     |                     |                     |                     |                     |                     |                     |                     |                     |                     |                     |                     |                     |                     |                     |                     |                     |
| Becker      | 18 | 21                  | 25                  | 21                  | 11                  | 14                  | 27                  | 20                  | 30                  |                     |                     |                     |                     |                     |                     |                     |                     |                     |                     |                     |                     |                     |                     |                     |                     |                     |                     |                     |                     |                     |                     |                     |                     |                     |                     |                     |                     |                     |                     |                     |                     |                     |                     |                     |                     |                     |                     |                     |                     |                     |                     |                     |                     |                     |                     |                     |                     |                     |                     |                     |                     |
| Chanteiro   | 16 | 30                  | 25                  | 26                  | 20                  | 26                  | 25                  | 14                  | 21                  |                     |                     |                     |                     |                     |                     |                     |                     |                     |                     |                     |                     |                     |                     |                     |                     |                     |                     |                     |                     |                     |                     |                     |                     |                     |                     |                     |                     |                     |                     |                     |                     |                     |                     |                     |                     |                     |                     |                     |                     |                     |                     |                     |                     |                     |                     |                     |                     |                     |                     |                     |                     |
| Roldan      | 27 | 30                  | 27                  | 17                  | 28                  | 26                  | 24                  | 30                  | 23                  |                     |                     |                     |                     |                     |                     |                     |                     |                     |                     |                     |                     |                     |                     |                     |                     |                     |                     |                     |                     |                     |                     |                     |                     |                     |                     |                     |                     |                     |                     |                     |                     |                     |                     |                     |                     |                     |                     |                     |                     |                     |                     |                     |                     |                     |                     |                     |                     |                     |                     |                     |                     |
| Carreira    | 30 | 21                  | 21                  | 13                  | 13                  | 28                  | 21                  | 13                  | 30                  |                     |                     |                     |                     |                     |                     |                     |                     |                     |                     |                     |                     |                     |                     |                     |                     |                     |                     |                     |                     |                     |                     |                     |                     |                     |                     |                     |                     |                     |                     |                     |                     |                     |                     |                     |                     |                     |                     |                     |                     |                     |                     |                     |                     |                     |                     |                     |                     |                     |                     |                     |                     |
| G. Mazza    | 24 | 24                  | 21                  | 26                  | 28                  | 20                  | 24                  | 11                  | 30                  |                     |                     |                     |                     |                     |                     |                     |                     |                     |                     |                     |                     |                     |                     |                     |                     |                     |                     |                     |                     |                     |                     |                     |                     |                     |                     |                     |                     |                     |                     |                     |                     |                     |                     |                     |                     |                     |                     |                     |                     |                     |                     |                     |                     |                     |                     |                     |                     |                     |                     |                     |                     |
| Titaro      | 24 | 23                  | 23                  | 12                  | 22                  | 23                  | 26                  | 21                  | 28                  |                     |                     |                     |                     |                     |                     |                     |                     |                     |                     |                     |                     |                     |                     |                     |                     |                     |                     |                     |                     |                     |                     |                     |                     |                     |                     |                     |                     |                     |                     |                     |                     |                     |                     |                     |                     |                     |                     |                     |                     |                     |                     |                     |                     |                     |                     |                     |                     |                     |                     |                     |                     |
| Aliendro    | 24 | 26                  | 20                  | 23                  | 10                  | 16                  | 10                  | 22                  | 20                  | 30                  | 16                  |                     |                     |                     |                     |                     |                     |                     |                     |                     |                     |                     |                     |                     |                     |                     |                     |                     |                     |                     |                     |                     |                     |                     |                     |                     |                     |                     |                     |                     |                     |                     |                     |                     |                     |                     |                     |                     |                     |                     |                     |                     |                     |                     |                     |                     |                     |                     |                     |                     |                     |
| De Mendonca | 30 | 16                  | 25                  | 24                  | 23                  | 15                  | 15                  | 18                  | 25                  | 16                  | 20                  | 7ª Pareja Eliminada | 7ª Pareja Eliminada | 7ª Pareja Eliminada | 7ª Pareja Eliminada | 7ª Pareja Eliminada | 7ª Pareja Eliminada | 7ª Pareja Eliminada | 7ª Pareja Eliminada | 7ª Pareja Eliminada | 7ª Pareja Eliminada | 7ª Pareja Eliminada | 7ª Pareja Eliminada | 7ª Pareja Eliminada | 7ª Pareja Eliminada | 7ª Pareja Eliminada | 7ª Pareja Eliminada | 7ª Pareja Eliminada | 7ª Pareja Eliminada | 7ª Pareja Eliminada | 7ª Pareja Eliminada | 7ª Pareja Eliminada | 7ª Pareja Eliminada | 7ª Pareja Eliminada | 7ª Pareja Eliminada | 7ª Pareja Eliminada | 7ª Pareja Eliminada | 7ª Pareja Eliminada | 7ª Pareja Eliminada | 7ª Pareja Eliminada | 7ª Pareja Eliminada | 7ª Pareja Eliminada | 7ª Pareja Eliminada | 7ª Pareja Eliminada | 7ª Pareja Eliminada | 7ª Pareja Eliminada | 7ª Pareja Eliminada | 7ª Pareja Eliminada | 7ª Pareja Eliminada | 7ª Pareja Eliminada | 7ª Pareja Eliminada | 7ª Pareja Eliminada | 7ª Pareja Eliminada | 7ª Pareja Eliminada | 7ª Pareja Eliminada | 7ª Pareja Eliminada | 7ª Pareja Eliminada | 7ª Pareja Eliminada | 7ª Pareja Eliminada | 7ª Pareja Eliminada | 7ª Pareja Eliminada |
| Canji Mazu  | 20 | 28                  | 28                  | 20                  | 18                  | 29                  | 19                  | 25                  | 16                  | 20                  | 7ª Pareja Eliminada | 7ª Pareja Eliminada | 7ª Pareja Eliminada | 7ª Pareja Eliminada | 7ª Pareja Eliminada | 7ª Pareja Eliminada | 7ª Pareja Eliminada | 7ª Pareja Eliminada | 7ª Pareja Eliminada | 7ª Pareja Eliminada | 7ª Pareja Eliminada | 7ª Pareja Eliminada | 7ª Pareja Eliminada | 7ª Pareja Eliminada | 7ª Pareja Eliminada | 7ª Pareja Eliminada | 7ª Pareja Eliminada | 7ª Pareja Eliminada | 7ª Pareja Eliminada | 7ª Pareja Eliminada | 7ª Pareja Eliminada | 7ª Pareja Eliminada | 7ª Pareja Eliminada | 7ª Pareja Eliminada | 7ª Pareja Eliminada | 7ª Pareja Eliminada | 7ª Pareja Eliminada | 7ª Pareja Eliminada | 7ª Pareja Eliminada | 7ª Pareja Eliminada | 7ª Pareja Eliminada | 7ª Pareja Eliminada | 7ª Pareja Eliminada | 7ª Pareja Eliminada | 7ª Pareja Eliminada | 7ª Pareja Eliminada | 7ª Pareja Eliminada | 7ª Pareja Eliminada | 7ª Pareja Eliminada | 7ª Pareja Eliminada | 7ª Pareja Eliminada | 7ª Pareja Eliminada | 7ª Pareja Eliminada | 7ª Pareja Eliminada | 7ª Pareja Eliminada | 7ª Pareja Eliminada | 7ª Pareja Eliminada | 7ª Pareja Eliminada | 7ª Pareja Eliminada | 7ª Pareja Eliminada |                     |
| Consigli    | 25 | 28                  | 15                  | 20                  | 25                  | 16                  | 20                  | 25                  | 15                  | 7ª Pareja Eliminada | 7ª Pareja Eliminada | 7ª Pareja Eliminada | 7ª Pareja Eliminada | 7ª Pareja Eliminada | 7ª Pareja Eliminada | 7ª Pareja Eliminada | 7ª Pareja Eliminada | 7ª Pareja Eliminada | 7ª Pareja Eliminada | 7ª Pareja Eliminada | 7ª Pareja Eliminada | 7ª Pareja Eliminada | 7ª Pareja Eliminada | 7ª Pareja Eliminada | 7ª Pareja Eliminada | 7ª Pareja Eliminada | 7ª Pareja Eliminada | 7ª Pareja Eliminada | 7ª Pareja Eliminada | 7ª Pareja Eliminada | 7ª Pareja Eliminada | 7ª Pareja Eliminada | 7ª Pareja Eliminada | 7ª Pareja Eliminada | 7ª Pareja Eliminada | 7ª Pareja Eliminada | 7ª Pareja Eliminada | 7ª Pareja Eliminada | 7ª Pareja Eliminada | 7ª Pareja Eliminada | 7ª Pareja Eliminada | 7ª Pareja Eliminada | 7ª Pareja Eliminada | 7ª Pareja Eliminada | 7ª Pareja Eliminada | 7ª Pareja Eliminada | 7ª Pareja Eliminada | 7ª Pareja Eliminada | 7ª Pareja Eliminada | 7ª Pareja Eliminada | 7ª Pareja Eliminada | 7ª Pareja Eliminada | 7ª Pareja Eliminada | 7ª Pareja Eliminada | 7ª Pareja Eliminada | 7ª Pareja Eliminada | 7ª Pareja Eliminada | 7ª Pareja Eliminada | 7ª Pareja Eliminada |                     |                     |
| Petrucci    | 20 | 25                  | 21                  | 26                  | 11                  | 12                  | 14                  | 7                   | 20                  | 7ª Pareja Eliminada | 7ª Pareja Eliminada | 7ª Pareja Eliminada | 7ª Pareja Eliminada | 7ª Pareja Eliminada | 7ª Pareja Eliminada | 7ª Pareja Eliminada | 7ª Pareja Eliminada | 7ª Pareja Eliminada | 7ª Pareja Eliminada | 7ª Pareja Eliminada | 7ª Pareja Eliminada | 7ª Pareja Eliminada | 7ª Pareja Eliminada | 7ª Pareja Eliminada | 7ª Pareja Eliminada | 7ª Pareja Eliminada | 7ª Pareja Eliminada | 7ª Pareja Eliminada | 7ª Pareja Eliminada | 7ª Pareja Eliminada | 7ª Pareja Eliminada | 7ª Pareja Eliminada | 7ª Pareja Eliminada | 7ª Pareja Eliminada | 7ª Pareja Eliminada | 7ª Pareja Eliminada | 7ª Pareja Eliminada | 7ª Pareja Eliminada | 7ª Pareja Eliminada | 7ª Pareja Eliminada | 7ª Pareja Eliminada | 7ª Pareja Eliminada | 7ª Pareja Eliminada | 7ª Pareja Eliminada | 7ª Pareja Eliminada | 7ª Pareja Eliminada | 7ª Pareja Eliminada | 7ª Pareja Eliminada | 7ª Pareja Eliminada | 7ª Pareja Eliminada | 7ª Pareja Eliminada | 7ª Pareja Eliminada | 7ª Pareja Eliminada | 7ª Pareja Eliminada | 7ª Pareja Eliminada | 7ª Pareja Eliminada | 7ª Pareja Eliminada | 7ª Pareja Eliminada | 7ª Pareja Eliminada |                     |                     |
| Venegas     | 20 | 26                  | 10                  | 14                  | 19                  | 16                  | 21                  | 14                  | 7ª Pareja Eliminada | 7ª Pareja Eliminada | 7ª Pareja Eliminada | 7ª Pareja Eliminada | 7ª Pareja Eliminada | 7ª Pareja Eliminada | 7ª Pareja Eliminada | 7ª Pareja Eliminada | 7ª Pareja Eliminada | 7ª Pareja Eliminada | 7ª Pareja Eliminada | 7ª Pareja Eliminada | 7ª Pareja Eliminada | 7ª Pareja Eliminada | 7ª Pareja Eliminada | 7ª Pareja Eliminada | 7ª Pareja Eliminada | 7ª Pareja Eliminada | 7ª Pareja Eliminada | 7ª Pareja Eliminada | 7ª Pareja Eliminada | 7ª Pareja Eliminada | 7ª Pareja Eliminada | 7ª Pareja Eliminada | 7ª Pareja Eliminada | 7ª Pareja Eliminada | 7ª Pareja Eliminada | 7ª Pareja Eliminada | 7ª Pareja Eliminada | 7ª Pareja Eliminada | 7ª Pareja Eliminada | 7ª Pareja Eliminada | 7ª Pareja Eliminada | 7ª Pareja Eliminada | 7ª Pareja Eliminada | 7ª Pareja Eliminada | 7ª Pareja Eliminada | 7ª Pareja Eliminada | 7ª Pareja Eliminada | 7ª Pareja Eliminada | 7ª Pareja Eliminada | 7ª Pareja Eliminada | 7ª Pareja Eliminada | 7ª Pareja Eliminada | 7ª Pareja Eliminada | 7ª Pareja Eliminada | 7ª Pareja Eliminada | 7ª Pareja Eliminada | 7ª Pareja Eliminada | 7ª Pareja Eliminada |                     |                     |                     |
| Arzouyan    | 27 | 25                  | 20                  | 11                  | 22                  | 21                  | 20                  | 7ª Pareja Eliminada | 7ª Pareja Eliminada | 7ª Pareja Eliminada | 7ª Pareja Eliminada | 7ª Pareja Eliminada | 7ª Pareja Eliminada | 7ª Pareja Eliminada | 7ª Pareja Eliminada | 7ª Pareja Eliminada | 7ª Pareja Eliminada | 7ª Pareja Eliminada | 7ª Pareja Eliminada | 7ª Pareja Eliminada | 7ª Pareja Eliminada | 7ª Pareja Eliminada | 7ª Pareja Eliminada | 7ª Pareja Eliminada | 7ª Pareja Eliminada | 7ª Pareja Eliminada | 7ª Pareja Eliminada | 7ª Pareja Eliminada | 7ª Pareja Eliminada | 7ª Pareja Eliminada | 7ª Pareja Eliminada | 7ª Pareja Eliminada | 7ª Pareja Eliminada | 7ª Pareja Eliminada | 7ª Pareja Eliminada | 7ª Pareja Eliminada | 7ª Pareja Eliminada | 7ª Pareja Eliminada | 7ª Pareja Eliminada | 7ª Pareja Eliminada | 7ª Pareja Eliminada | 7ª Pareja Eliminada | 7ª Pareja Eliminada | 7ª Pareja Eliminada | 7ª Pareja Eliminada | 7ª Pareja Eliminada | 7ª Pareja Eliminada | 7ª Pareja Eliminada | 7ª Pareja Eliminada | 7ª Pareja Eliminada | 7ª Pareja Eliminada | 7ª Pareja Eliminada | 7ª Pareja Eliminada | 7ª Pareja Eliminada | 7ª Pareja Eliminada | 7ª Pareja Eliminada | 7ª Pareja Eliminada |                     |                     |                     |                     |
| Cabrera     | 20 | 26                  | 18                  | 20                  | 14                  | 17                  | 7ª Pareja Eliminada | 7ª Pareja Eliminada | 7ª Pareja Eliminada | 7ª Pareja Eliminada | 7ª Pareja Eliminada | 7ª Pareja Eliminada | 7ª Pareja Eliminada | 7ª Pareja Eliminada | 7ª Pareja Eliminada | 7ª Pareja Eliminada | 7ª Pareja Eliminada | 7ª Pareja Eliminada | 7ª Pareja Eliminada | 7ª Pareja Eliminada | 7ª Pareja Eliminada | 7ª Pareja Eliminada | 7ª Pareja Eliminada | 7ª Pareja Eliminada | 7ª Pareja Eliminada | 7ª Pareja Eliminada | 7ª Pareja Eliminada | 7ª Pareja Eliminada | 7ª Pareja Eliminada | 7ª Pareja Eliminada | 7ª Pareja Eliminada | 7ª Pareja Eliminada | 7ª Pareja Eliminada | 7ª Pareja Eliminada | 7ª Pareja Eliminada | 7ª Pareja Eliminada | 7ª Pareja Eliminada | 7ª Pareja Eliminada | 7ª Pareja Eliminada | 7ª Pareja Eliminada | 7ª Pareja Eliminada | 7ª Pareja Eliminada | 7ª Pareja Eliminada | 7ª Pareja Eliminada | 7ª Pareja Eliminada | 7ª Pareja Eliminada | 7ª Pareja Eliminada | 7ª Pareja Eliminada | 7ª Pareja Eliminada | 7ª Pareja Eliminada | 7ª Pareja Eliminada | 7ª Pareja Eliminada | 7ª Pareja Eliminada | 7ª Pareja Eliminada | 7ª Pareja Eliminada | 7ª Pareja Eliminada |                     |                     |                     |                     |                     |
| Gomez       | 13 | 14                  | 12                  | 24                  | 7                   | 6ª Pareja Eliminada | 6ª Pareja Eliminada | 6ª Pareja Eliminada | 6ª Pareja Eliminada | 6ª Pareja Eliminada | 6ª Pareja Eliminada | 6ª Pareja Eliminada | 6ª Pareja Eliminada | 6ª Pareja Eliminada | 6ª Pareja Eliminada | 6ª Pareja Eliminada | 6ª Pareja Eliminada | 6ª Pareja Eliminada | 6ª Pareja Eliminada | 6ª Pareja Eliminada | 6ª Pareja Eliminada | 6ª Pareja Eliminada | 6ª Pareja Eliminada | 6ª Pareja Eliminada | 6ª Pareja Eliminada | 6ª Pareja Eliminada | 6ª Pareja Eliminada | 6ª Pareja Eliminada | 6ª Pareja Eliminada | 6ª Pareja Eliminada | 6ª Pareja Eliminada | 6ª Pareja Eliminada | 6ª Pareja Eliminada | 6ª Pareja Eliminada | 6ª Pareja Eliminada | 6ª Pareja Eliminada | 6ª Pareja Eliminada | 6ª Pareja Eliminada | 6ª Pareja Eliminada | 6ª Pareja Eliminada | 6ª Pareja Eliminada | 6ª Pareja Eliminada | 6ª Pareja Eliminada | 6ª Pareja Eliminada | 6ª Pareja Eliminada | 6ª Pareja Eliminada | 6ª Pareja Eliminada | 6ª Pareja Eliminada | 6ª Pareja Eliminada | 6ª Pareja Eliminada | 6ª Pareja Eliminada | 6ª Pareja Eliminada | 6ª Pareja Eliminada | 6ª Pareja Eliminada | 6ª Pareja Eliminada |                     |                     |                     |                     |                     |                     |
| P. Lemes    | 16 | 12                  | 9                   | 13                  | 9                   | 5ª Pareja Eliminada | 5ª Pareja Eliminada | 5ª Pareja Eliminada | 5ª Pareja Eliminada | 5ª Pareja Eliminada | 5ª Pareja Eliminada | 5ª Pareja Eliminada | 5ª Pareja Eliminada | 5ª Pareja Eliminada | 5ª Pareja Eliminada | 5ª Pareja Eliminada | 5ª Pareja Eliminada | 5ª Pareja Eliminada | 5ª Pareja Eliminada | 5ª Pareja Eliminada | 5ª Pareja Eliminada | 5ª Pareja Eliminada | 5ª Pareja Eliminada | 5ª Pareja Eliminada | 5ª Pareja Eliminada | 5ª Pareja Eliminada | 5ª Pareja Eliminada | 5ª Pareja Eliminada | 5ª Pareja Eliminada | 5ª Pareja Eliminada | 5ª Pareja Eliminada | 5ª Pareja Eliminada | 5ª Pareja Eliminada | 5ª Pareja Eliminada | 5ª Pareja Eliminada | 5ª Pareja Eliminada | 5ª Pareja Eliminada | 5ª Pareja Eliminada | 5ª Pareja Eliminada | 5ª Pareja Eliminada | 5ª Pareja Eliminada | 5ª Pareja Eliminada | 5ª Pareja Eliminada | 5ª Pareja Eliminada | 5ª Pareja Eliminada | 5ª Pareja Eliminada | 5ª Pareja Eliminada | 5ª Pareja Eliminada | 5ª Pareja Eliminada | 5ª Pareja Eliminada | 5ª Pareja Eliminada | 5ª Pareja Eliminada | 5ª Pareja Eliminada | 5ª Pareja Eliminada | 5ª Pareja Eliminada |                     |                     |                     |                     |                     |                     |
| Bustamante  | 16 | 19                  | 12                  | 11                  | 4ª Pareja Eliminada | 4ª Pareja Eliminada | 4ª Pareja Eliminada | 4ª Pareja Eliminada | 4ª Pareja Eliminada | 4ª Pareja Eliminada | 4ª Pareja Eliminada | 4ª Pareja Eliminada | 4ª Pareja Eliminada | 4ª Pareja Eliminada | 4ª Pareja Eliminada | 4ª Pareja Eliminada | 4ª Pareja Eliminada | 4ª Pareja Eliminada | 4ª Pareja Eliminada | 4ª Pareja Eliminada | 4ª Pareja Eliminada | 4ª Pareja Eliminada | 4ª Pareja Eliminada | 4ª Pareja Eliminada | 4ª Pareja Eliminada | 4ª Pareja Eliminada | 4ª Pareja Eliminada | 4ª Pareja Eliminada | 4ª Pareja Eliminada | 4ª Pareja Eliminada | 4ª Pareja Eliminada | 4ª Pareja Eliminada | 4ª Pareja Eliminada | 4ª Pareja Eliminada | 4ª Pareja Eliminada | 4ª Pareja Eliminada | 4ª Pareja Eliminada | 4ª Pareja Eliminada | 4ª Pareja Eliminada | 4ª Pareja Eliminada | 4ª Pareja Eliminada | 4ª Pareja Eliminada | 4ª Pareja Eliminada | 4ª Pareja Eliminada | 4ª Pareja Eliminada | 4ª Pareja Eliminada | 4ª Pareja Eliminada | 4ª Pareja Eliminada | 4ª Pareja Eliminada | 4ª Pareja Eliminada | 4ª Pareja Eliminada | 4ª Pareja Eliminada | 4ª Pareja Eliminada | 4ª Pareja Eliminada | 4ª Pareja Eliminada | 4ª Pareja Eliminada | 4ª Pareja Eliminada | 4ª Pareja Eliminada |                     |                     |                     |
| Pastor      | 29 | 8                   | 15                  | 3ª Pareja Eliminada | 3ª Pareja Eliminada | 3ª Pareja Eliminada | 3ª Pareja Eliminada | 3ª Pareja Eliminada | 3ª Pareja Eliminada | 3ª Pareja Eliminada | 3ª Pareja Eliminada | 3ª Pareja Eliminada | 3ª Pareja Eliminada | 3ª Pareja Eliminada | 3ª Pareja Eliminada | 3ª Pareja Eliminada | 3ª Pareja Eliminada | 3ª Pareja Eliminada | 3ª Pareja Eliminada | 3ª Pareja Eliminada | 3ª Pareja Eliminada | 3ª Pareja Eliminada | 3ª Pareja Eliminada | 3ª Pareja Eliminada | 3ª Pareja Eliminada | 3ª Pareja Eliminada | 3ª Pareja Eliminada | 3ª Pareja Eliminada | 3ª Pareja Eliminada | 3ª Pareja Eliminada | 3ª Pareja Eliminada | 3ª Pareja Eliminada | 3ª Pareja Eliminada | 3ª Pareja Eliminada | 3ª Pareja Eliminada | 3ª Pareja Eliminada | 3ª Pareja Eliminada | 3ª Pareja Eliminada | 3ª Pareja Eliminada | 3ª Pareja Eliminada | 3ª Pareja Eliminada | 3ª Pareja Eliminada | 3ª Pareja Eliminada | 3ª Pareja Eliminada | 3ª Pareja Eliminada | 3ª Pareja Eliminada | 3ª Pareja Eliminada | 3ª Pareja Eliminada | 3ª Pareja Eliminada | 3ª Pareja Eliminada | 3ª Pareja Eliminada | 3ª Pareja Eliminada | 3ª Pareja Eliminada | 3ª Pareja Eliminada | 3ª Pareja Eliminada | 3ª Pareja Eliminada | 3ª Pareja Eliminada |                     |                     |                     |                     |
| Pandullo    | 22 | 10                  | 2ª Pareja Eliminada | 2ª Pareja Eliminada | 2ª Pareja Eliminada | 2ª Pareja Eliminada | 2ª Pareja Eliminada | 2ª Pareja Eliminada | 2ª Pareja Eliminada | 2ª Pareja Eliminada | 2ª Pareja Eliminada | 2ª Pareja Eliminada | 2ª Pareja Eliminada | 2ª Pareja Eliminada | 2ª Pareja Eliminada | 2ª Pareja Eliminada | 2ª Pareja Eliminada | 2ª Pareja Eliminada | 2ª Pareja Eliminada | 2ª Pareja Eliminada | 2ª Pareja Eliminada | 2ª Pareja Eliminada | 2ª Pareja Eliminada | 2ª Pareja Eliminada | 2ª Pareja Eliminada | 2ª Pareja Eliminada | 2ª Pareja Eliminada | 2ª Pareja Eliminada | 2ª Pareja Eliminada | 2ª Pareja Eliminada | 2ª Pareja Eliminada | 2ª Pareja Eliminada | 2ª Pareja Eliminada | 2ª Pareja Eliminada | 2ª Pareja Eliminada | 2ª Pareja Eliminada | 2ª Pareja Eliminada | 2ª Pareja Eliminada | 2ª Pareja Eliminada | 2ª Pareja Eliminada | 2ª Pareja Eliminada | 2ª Pareja Eliminada | 2ª Pareja Eliminada | 2ª Pareja Eliminada | 2ª Pareja Eliminada | 2ª Pareja Eliminada | 2ª Pareja Eliminada | 2ª Pareja Eliminada | 2ª Pareja Eliminada | 2ª Pareja Eliminada | 2ª Pareja Eliminada | 2ª Pareja Eliminada | 2ª Pareja Eliminada | 2ª Pareja Eliminada | 2ª Pareja Eliminada | 2ª Pareja Eliminada |                     |                     |                     |                     |                     |
| V. Sosa     | 22 | 13                  | 2º Abandono         | 2º Abandono         | 2º Abandono         | 2º Abandono         | 2º Abandono         | 2º Abandono         | 2º Abandono         | 2º Abandono         | 2º Abandono         | 2º Abandono         | 2º Abandono         | 2º Abandono         | 2º Abandono         | 2º Abandono         | 2º Abandono         | 2º Abandono         | 2º Abandono         | 2º Abandono         | 2º Abandono         | 2º Abandono         | 2º Abandono         | 2º Abandono         | 2º Abandono         | 2º Abandono         | 2º Abandono         | 2º Abandono         | 2º Abandono         | 2º Abandono         | 2º Abandono         | 2º Abandono         | 2º Abandono         | 2º Abandono         | 2º Abandono         | 2º Abandono         | 2º Abandono         | 2º Abandono         | 2º Abandono         | 2º Abandono         | 2º Abandono         | 2º Abandono         | 2º Abandono         | 2º Abandono         | 2º Abandono         | 2º Abandono         | 2º Abandono         | 2º Abandono         | 2º Abandono         | 2º Abandono         | 2º Abandono         | 2º Abandono         | 2º Abandono         | 2º Abandono         | 2º Abandono         | 2º Abandono         |                     |                     |                     |                     |                     |
| Gestoso     | 10 | 1ª Pareja Eliminada | 1ª Pareja Eliminada | 1ª Pareja Eliminada | 1ª Pareja Eliminada | 1ª Pareja Eliminada | 1ª Pareja Eliminada | 1ª Pareja Eliminada | 1ª Pareja Eliminada | 1ª Pareja Eliminada | 1ª Pareja Eliminada | 1ª Pareja Eliminada | 1ª Pareja Eliminada | 1ª Pareja Eliminada | 1ª Pareja Eliminada | 1ª Pareja Eliminada | 1ª Pareja Eliminada | 1ª Pareja Eliminada | 1ª Pareja Eliminada | 1ª Pareja Eliminada | 1ª Pareja Eliminada | 1ª Pareja Eliminada | 1ª Pareja Eliminada | 1ª Pareja Eliminada | 1ª Pareja Eliminada | 1ª Pareja Eliminada | 1ª Pareja Eliminada | 1ª Pareja Eliminada | 1ª Pareja Eliminada | 1ª Pareja Eliminada | 1ª Pareja Eliminada | 1ª Pareja Eliminada | 1ª Pareja Eliminada | 1ª Pareja Eliminada | 1ª Pareja Eliminada | 1ª Pareja Eliminada | 1ª Pareja Eliminada | 1ª Pareja Eliminada | 1ª Pareja Eliminada | 1ª Pareja Eliminada | 1ª Pareja Eliminada | 1ª Pareja Eliminada | 1ª Pareja Eliminada | 1ª Pareja Eliminada | 1ª Pareja Eliminada | 1ª Pareja Eliminada | 1ª Pareja Eliminada | 1ª Pareja Eliminada | 1ª Pareja Eliminada | 1ª Pareja Eliminada | 1ª Pareja Eliminada | 1ª Pareja Eliminada | 1ª Pareja Eliminada | 1ª Pareja Eliminada | 1ª Pareja Eliminada |                     |                     |                     |                     |                     |                     |
| Soria       | 9  | 1º Abandono         | 1º Abandono         | 1º Abandono         | 1º Abandono         | 1º Abandono         | 1º Abandono         | 1º Abandono         | 1º Abandono         | 1º Abandono         | 1º Abandono         | 1º Abandono         | 1º Abandono         | 1º Abandono         | 1º Abandono         | 1º Abandono         | 1º Abandono         | 1º Abandono         | 1º Abandono         | 1º Abandono         | 1º Abandono         | 1º Abandono         | 1º Abandono         | 1º Abandono         | 1º Abandono         | 1º Abandono         | 1º Abandono         | 1º Abandono         | 1º Abandono         | 1º Abandono         | 1º Abandono         | 1º Abandono         | 1º Abandono         | 1º Abandono         | 1º Abandono         | 1º Abandono         | 1º Abandono         | 1º Abandono         | 1º Abandono         | 1º Abandono         | 1º Abandono         | 1º Abandono         | 1º Abandono         | 1º Abandono         | 1º Abandono         | 1º Abandono         | 1º Abandono         | 1º Abandono         | 1º Abandono         | 1º Abandono         | 1º Abandono         | 1º Abandono         | 1º Abandono         | 1º Abandono         | 1º Abandono         |                     |                     |                     |                     |                     |                     |

     Ganadores / Puntaje más alto
     Sentenciados y salvados por el jurado
     Sentenciados y salvados por el público
     Sentenciados y eliminados de la competencia
     Abandono voluntario de la competencia

## Modalidad
Todas las familias competían entre sí durante la semana (lunes a jueves) donde los puntajes más bajos quedaban en la cuerda floja en donde volvían a demostrar su talento, cantando los viernes para conservar su lugar en el programa.
A partir del 7 de octubre quedaron 10 Familias permanentemente donde, esta vez el puntaje fue acumulable y competían esta vez por el premio de un contrato discográfico con Sony Music.

### Antesala
Todas las familias que quisieran ingresar al programa enviaban un vídeo a la página web del programa; Los lunes se presentaban un total de ocho nuevas familias de las cuales una nueva ingresaría, sin embargo el jurado podía volver a llamar a alguna otra familia para que volviera a tener una oportunidad para ingresar oficialmente al programa lo cual podían entrar dos familias. Una excepción fue cuando Ariel Puchetta, el excantante de Ráfaga (banda), fue al programa a cantar con su exesposa y su hija, y el jurado junto con la producción decidieron permitirles quedarse como participantes en el programa, siendo ellas la Familia Puchetta.

## Gala especial

### Edición especial
Fue un total de tres programas emitidos los viernes a las 21:15 horas, donde los mejores puntajes de la semana compitieron por un premio de 50.000 pesos. En la primera edición la Familia Carreira se hizo acreedora del premio, en la segunda edición fue la Familia Fruto y la tercera edición la Familia Fleitas.

### Especial Famosos
Después de la gran respuesta por parte del público y de los artistas invitados en las tardes, se decidió hacer las Galas especiales permanentes, sin embargo, esta vez con la participación de Famosos  que se presentaron para compartir un momento familiar y para divertirse.

#### Artistas invitados
- Ricardo "Ricky Maravilla" Aguirre
- Gastón Angrisani
- Nito Artaza
- Laura Azcurra
- Marcela Baños
- Darío Barassi
- Alcides Berardo
- Lola Bezerra
- Magdalena Bravi
- Fernando Burlando
- Julieta Camaño
- Ariel Casco
- Jesica Cirio
- Iñaki Crotto de Masterchef Júnior
- Jimena Cyrulnik
- Mauricio D'Alessandro
- Jaqueline Dutrá
- Roberto Edgar
- Silvina Escudero
- Vanina Escudero
- Andrea Estévez
- Laura Esquivel
- Claudia Fernández
- Lourdes Fernández
- Gladys Florimonte
- Bárbara Franco
- Ernesto "Pocho La Pantera" Gauna
- Marian García Farjat
- Yasmín García Farjat
- Fabián Gianola
- Patricio Giménez
- Pablo Granados
- Miguel Granados
- Amalia Granata
- Adabel Guerrero
- Gladys "La Bomba Tucumana" Jiménez
- Brian Lanzelotta
- Eloy Lanzelotta
- Miriam Lanzoni
- Raúl Lavie
- Noelia Marzol
- Álvaro Navia
- Sofía Pachano
- Lorena Paola
- Verónica Perdomo
- Ariel Pucheta
- Sabrina Ravelli
- Evangelina Rebozio
- Antonio Ríos
- Elba Rodríguez de Masterchef
- Pablo Ruiz
- Daniel "La Tota" Santillán
- Carlos Sánchez
- Barbie Simmons
- Nicolás Scarpino
- Pilar Smith
- Pichu Straneo
- Karina "La Princesita" Tejada
- Paula Trapani
- Florencia Tessouro
- Nazarena Vélez
- Chino Volpato
- Stefanía Xipolitakis

### Intercambio de familias
Emisiones especiales en donde intercambian integrantes de una familia con integrantes de otras familias. Son emisiones en las cuales todos los participantes demuestran el gran compañerismo que tienen, luciéndose todos de manera igual.
Cantan tanto padres e hijos de diferentes familias, como solo grupos de hijos o de padres y también con artistas invitados.